# 冶金街道 (衡阳市)
冶金街道，是中华人民共和国湖南省衡陽市珠晖区下辖的一个乡镇级行政单位。

## 行政区划
冶金街道下辖以下地区：
互助里社区、友爱里社区、勤俭里社区、建国里社区和新风里社区。